# Francesco Verri
Francesco Verri (ur. 11 czerwca 1885 w Mantui, zm. 6 czerwca 1945 w Piombino) – włoski kolarz torowy i szosowy, trzykrotny medalista olimpijski oraz złoty medalista mistrzostw świata.

## Kariera
Największe sukcesy w karierze Francesco Verri osiągnął w 1906 roku, kiedy zdobył cztery medale na międzynarodowych imprezach. W kwietniu 1906 roku wystartował na letniej olimpiadzie w Atenach, gdzie zdobył trzy złote medale: w wyścigach na 1 km i 5 km oraz w sprincie indywidualnym. Kilka miesięcy później wystąpił na mistrzostwach świata w Genewie zwyciężając w sprincie indywidualnym amatorów. Ponadto ośmiokrotnie zdobywał tytuł mistrza Włoch w sprincie i trzykrotnie zwyciężał w zawodach cyklu Six Days.